# René Pottier
René Pottier (5. června 1879 Moret-sur-Loing – 25. ledna 1907 Levallois-Perret) byl francouzský cyklista. V roce 1906 vyhrál Tour de France.
V roce 1905 se stal velmi uznávaným poté, co dokázal během Tour de France vyjet na vrchol Ballon d'Alsace bez sesednutí z kola průměrnou rychlostí přes 20 km/h. Avšak tímto výkonem si způsobil zánět šlachy, musel ze závodu odstoupit a uvolnit tak cestu k prvenství Louisi Trousselierovi.
V roce 1906 potvrdil své kvality, když dokázal na Tour vyhrát celkem 5 etap, z toho 4 po sobě jdoucí horské etapy, v nichž své soupeře doslova ubíjel a stal se historicky prvním králem hor. Tím si zajistil i celkové vítězství v tomto závodě. Následující leden však spáchal sebevraždu, když se oběsil na háku, který sloužil k zavěšení kola, a jeho talent se tak již neprojevil.
Mezi jeho další úspěchy patří vítězství v závodech Bordeaux-Paris (1903), Paris-Caen (1903), Paris-Provins-Paris (1904) a Bol d'Or (1906).